# 外耶特家族

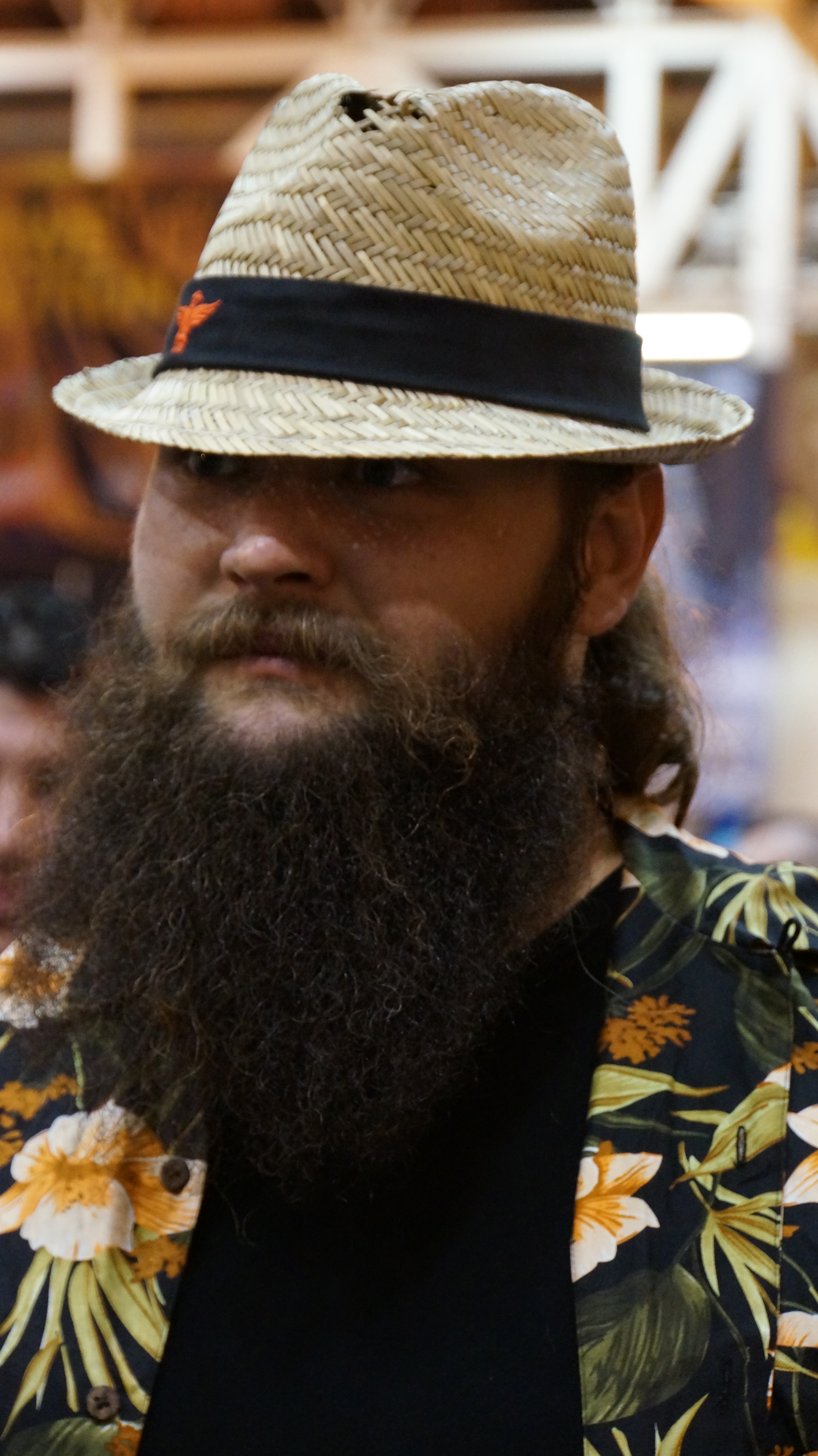
布雷·外耶特

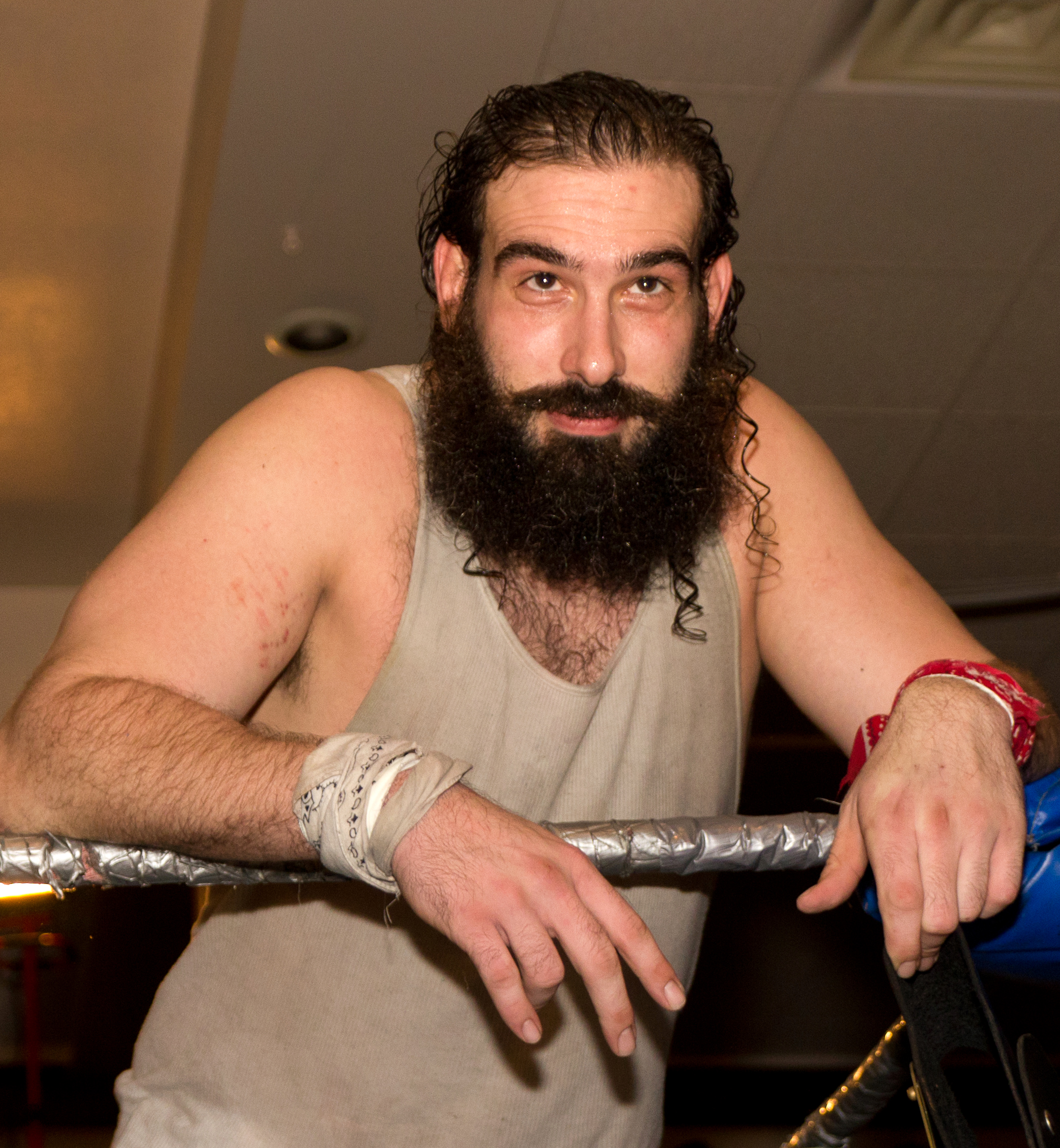
盧克·哈波爾

外耶特家族（英語：The Wyatt Family），是一個職業摔角團隊，目前效力於世界娛樂摔角旗下，主要於WWE SmackDown節目中活躍。怀亚特家族成立於2012年11月7日。
在怀亚特家族的摔角事業中，怀亚特家族曾是一次的NXT雙打冠軍（埃爾伊克·洛望與盧克·哈波爾一次），以及一次的WWE SmackDown雙打冠軍（布雷·外耶特 與蘭迪·歐頓一次） 。